# GestiFute
Gestão de Carreiras de Profissionais Desportivos, S.A., kurz GestiFute, ist eine portugiesische Spieleragentur mit Sitz in Porto.

## Geschichte
Die Firma wurde 1996 von Jorge Mendes in Porto gegründet. Im Jahr 2008 kaufte GestiFute 33 % der Spielerrechte von Benfica Lissabon für 800 Millionen. GestiFute hat allein im Sommer 2014 beim Transfer von vier Spielern mehr als 23 Millionen € verdient.

## Spieler (Auswahl)
- Abel Ferreira
- Alan Osório da Costa Silva
- Alípio Duarte Brandão
- Anderson
- André Silva
- José Bosingwa
- Bruno Alves
- Bruno Gama
- Cândido Costa
- Ricardo Carvalho
- Cícero Semedo
- Fábio Coentrão
- Cristiano Ronaldo
- Custódio Castro
- Danny
- David de Gea
- Ángel Di María
- João Moutinho
- Diego Costa
- Diogo Salomão
- Falcao
- James
- Pedro Geromel
- Henrique Hilário
- Hugo Almeida
- Hugo Viana
- Jorge Ribeiro
- Manuel Fernandes
- Miguel Veloso
- Moreno
- Nani
- Nélson Oliveira
- Nuno Morais
- Pajtim Kasami
- Paulo Ferreira
- Pelé
- Pepe
- Pizzi
- Ricardo Quaresma
- Rafael Márquez
- Raul Meireles
- Roderick Miranda
- Alberto Junior Rodríguez
- Rúben Micael
- Rui Patrício
- Sidnei
- Simão Sabrosa
- Thiago Silva
- Tiago Cardoso Mendes
- Tiago Miguel Baía Pinto
- Ukra
- Vítor Gomes
- Hélder Costa
- Ivan Cavaleiro

Trainer
- José Mourinho